# Astragalus wootonii
Astragalus wootonii är en ärtväxtart som beskrevs av Edmund Perry Sheldon. Astragalus wootonii ingår i släktet vedlar, och familjen ärtväxter.

## Underarter
Arten delas in i följande underarter:
- A. w. candollianus
- A. w. wootonii